# 阚迪
阚迪，黑龙江人，中国大陆主持人、导演。

## 作品

### 节目主持
- 2003年，广西卫视《华灯初上》
- 2003年，广东卫视《新鲜时空》
- 2003年，广东卫视《潮流特搜》
- 2004年，《纳爱斯娱乐大搜寻》
- 2004年，广东卫视《粤港澳零距离》

### 节目嘉宾
- 《天下娱乐通》
- 《你说吧》
- 《信不信由你》
- 《新美丽起义2》
- 《超级搜查令》
- 《音乐Action》
- 《利市欢乐送》
- 《全明星歌会》
- 《大明星突袭小厨房》
- 《动感新声大赛》
- 《游戏东西》
- 《美莱蝶变2008》
- 《2008绝对唱响天津杭州预选赛》
- 《阳光美丽私家医》

### 电影
| 年份 | 中文名      | 角色 | 备注 |
| ---- | ----------- | ---- | ---- |
|      | 《我们》    |      |      |
|      | 《当爱》    |      |      |
|      | 《如果723》 |      |      |
| 2012 | 《爱@幸福》 |      |      |
| 2014 | 《她们》    |      | 导演 |

### 电视剧
| 年份 | 中文名                | 角色 | 备注 |
| ---- | --------------------- | ---- | ---- |
| 2011 | 《家大欢喜之爱@幸福》 | 简凌 |      |